# フリー・ファイヤー
『フリー・ファイヤー』（Free Fire）は、2016年にイギリスで製作されたアクション・コメディ映画である。監督・脚本はベン・ウィートリーが、主演はブリー・ラーソンが務めた。

## ストーリー
スティーヴォとバーニーはIRAの構成員であるクリスとフランクに会うために、キャンピングカーに乗って移動していた。その道中、スティーヴォは「昨日、こき使ってた女の従兄弟に殴り倒されたんだ」と打ち明けた。ボストンの外れにある倉庫に到着した2人は、仲介者のジャスティンが来るのを待っていた。そこへ代表者であるオードがやって来て、2人を倉庫の中へ招き入れた。倉庫にやって来た人々はヴァーノンから銃火器を購入するために集まった人々であった。倉庫の中には緊張感が張り詰めていた。ヴァーノンがクリスの注文と違う銃を渡したときは一触即発の事態になるかと思われたが、何とかその場を冷静に収めることに成功、あとはとんずらするだけとなった。
そんな中、スティーヴォはハリーこそが昨日自分を殴り倒した男の一人だと気付いてしまった。それ故、スティーヴォはハリーの近くに寄ろうとせず、その態度を見たフランクは苛立ちを隠せなかった。やがて、ハリーもスティーヴォが自分の従姉妹を虐待した男だと気付いてしまう。怒りを抑えられなかったハリーがスティーヴォを殴りつ、倉庫内の緊張感はさらに強まった。トラブルを回避するためスティーヴォはハリーに謝罪させられるが、その弁明の中でハリーの従姉妹に対行った暴行を誇らしげに語り、憤激したハリーに肩を銃で撃ち抜かれる。負傷者が出てしまった以上その場を冷静に収めることなど誰にも出来るはずはなく、これを皮切りに全員が銃を取り出し、銃撃戦バトルロイヤルの火蓋が切られた。

## キャスト
※（）は日本語吹替。
- ジャスティン - ブリー・ラーソン（久嶋志帆）：取引の仲介人。
- ヴァーノン - シャールト・コプリー（高木渉）： 武器商人。
- オード - アーミー・ハマー（川原元幸）
- クリス - キリアン・マーフィ（内田夕夜）
- ハリー - ジャック・レイナー（斎藤寛仁）： ヴァーノンの仲間。
- マーティン - バボー・シーセイ（英語版）（宮本淳）： ヴァーノンの仲間。
- バーニー - エンゾ・シレンティ（英語版）（森宮隆）
- スティーヴォ - サム・ライリー（坂田明寛）： 麻薬中毒者。
- フランク - マイケル・スマイリー（英語版）（さかき孝輔）
- ゴードン - ノア・テイラー（宮本誉之）： ヴァーノンの仲間。
- ハウイー - パトリック・バーギン（北島善紀）
- リアリー - トム・デイヴィス
- ジミー - マーク・モネロ（英語版）

## 製作
2014年10月、オリヴィア・ワイルド、ルーク・エヴァンズ、アーミー・ハマー、キリアン・マーフィ、マイケル・スマイリーの5人がベン・ウィートリー監督の新作映画に出演するとの報道があった。2015年4月、スケジュールの都合で降板したワイルドの代役として、ブリー・ラーソンが起用されると発表された。
2015年6月8日、本作の主要撮影がイースト・サセックス州のブライトンで始まった。撮影が終わったのは同年7月17日のことであった。

## 公開
2015年2月、スタジオカナルとソニー・ピクチャーズが本作をイギリス、オーストラリア、ニュージーランドなどで配給する権利を購入したと報じられた。11月、アルケミーが本作の北米配給権を購入したと発表した。2016年3月10日、資金不足のために、アルケミーは本作の北米配給権をA24に売却した。9月8日、本作はトロント国際映画祭でプレミアを迎え、10月16日にはロンドン映画祭でも上映された。

## 興行収入
本作は公開初週末に300万ドルを稼ぎ出すと予想されていたが、実際の数字はそれを下回るものとなった。2017年4月21日、本作は全米1070館で封切られ、公開初週末に99万ドルを稼ぎ出し、週末興行収入ランキング初登場17位となった。

## 余談
2017年4月1日、本作を日本で配給するREGENTSはエイプリルフールに合わせて、「『フリー・ファイヤー』の主演を務めたブリー・ラーソンが髑髏島から帰って来られなくなる可能性があるため、急遽、プロレスラーの大仁田厚を代役として起用することにした」という主旨のネタを公式サイトで発表し、ネット上の注目を集めた。